# Charles Kennedy
Charles Kennedy (Inverness, 25 novembre 1959 – Fort William, 1º giugno 2015) è stato un politico britannico.
Celebre per il suo stile rilassato e colloquiale, ha portato i Liberal Democratici ai risultati elettorali di maggior successo dagli anni '20.

## Biografia
Kennedy cominciò ad occuparsi di politica durante i suoi anni all'università dove aderì al Partito Social Democratico (SDP) che nel 1981 aveva operato una drammatica scissione dal Partito Laburista. Dopo un dottorato di ricerca negli Stati Uniti, presso l'Università dell'Indiana, Kennedy fu eletto in Parlamento giovanissimo alle elezioni del 1983 per il seggio - in apparenza senza alcuna speranza di vittoria - di Ross, Cromarty e Skye, risultando il deputato più giovane.
Il suo stile giovanile e piuttosto informale, accentuato da alcune brillanti e umoristiche apparizioni televisive, gli ha portato il soprannome di Chatshow Charlie.
Con la fusione tra SDP e Liberali, avvenuta nel 1988, Kennedy proseguì la sua attività nel nuovo partito, i Liberal Democratici, e, nel 1999, ne fu eletto leader, superando altri quattro contendenti e ottenendo nello scrutinio finale 28.425 voti contro i 21.833 di Simon Hughes. Da qui, Kennedy iniziò una parabola di straordinario successo per portare i Liberal Democratici a una maggiore visibilità: rompendo con la politica di riavvicinamento al Partito Laburista patrocinata dal suo predecessore Paddy Ashdown, Kennedy diventa tra i difensori più accaniti dei diritti civili, opponendosi con vigore alle leggi di emergenza anti-terrorismo di Tony Blair, nonché al progetto delle carte d'identità e all'introduzione di nuovi reati di opinione.
Europeista convinto, Kennedy guadagnò consenso popolare nel 2003, quando - sotto la sua guida - i Liberal Democratici furono il solo partito a votare compatto in Parlamento contro la missione militare in Iraq.
Tra le politiche principali di Charles Kennedy, l'enfasi "localista" data al suo partito, l'opposizione all'introduzione delle tasse universitarie nel 2004, le battaglie per le parità civili dei cittadini omosessuali, il supporto per la tassazione al 50% dei redditi più alti. Tali iniziative rafforzarono l'immagine dei Liberal Democratici come "l'unica vera alternativa" alle politiche sempre più allineate di Laburisti e Conservatori.
Sulla scorta dell'opposizione alla guerra in Iraq, Kennedy portò il Partito al 22% dei voti e a eleggere 63 deputati alle elezioni generali del 2005, un risultato comunque ben al di sotto delle aspettative, il che mise in crisi la sua leadership. Con l'elezione di David Cameron a leader dei Conservatori nel dicembre 2005, poi, i Lib-Dems si trovarono sotto pressione e preoccupati dall'essere di nuovo relegati a partito marginale. Colpevoli alcune apparizioni poco convincenti e assenze ingiustificate da affari pubblici, Kennedy fu costretto da una campagna di stampa molto aggressiva ad ammettere problemi di alcolismo e quindi, nel gennaio del 2006, a rassegnare le sue dimissioni da Leader del partito.
Charles Kennedy si è sposato nel luglio 2002 con Sarah Gurling, ma i due si sono separati e hanno poi divorziato nel 2010.
È scomparso nel giugno 2015 all'età di 55 anni nella sua abitazione di Fort William. In seguito all'autopsia la sua famiglia ha annunciato che Kennedy è morto a causa di una importante emorragia collegata al suo alcolismo.